# 本成寺村
本成寺村（ほんじょうじむら）は、かつて新潟県南蒲原郡にあった村。

## 沿革
- 1901年（明治34年）11月1日 - 南蒲原郡本城村、槻田村及び金子村が合併して、南蒲原郡本成寺村が発足する。
- 1924年（大正13年）11月1日 - 大字四日町、西本成寺、曲淵及び新保の区域の一部の区域を南蒲原郡三条町に編入する。
- 1954年（昭和29年）11月1日 - 三条市に編入する。

## 交通

### 鉄道路線
- 日本国有鉄道
  - 信越本線
    - 東光寺駅